# Théophile Lobb
Théophile ou Théophilus Lobb, né le 17 août 1678 et mort le 19 mai 1763, à Londres, est un médecin anglais, membre de la Société royale de Londres depuis 1729.

## Biographie
Fils de Stephen (en) (v.1647-1699), un ministre dissident, il renonce à son premier métier de pasteur pour poursuivre des études de médecine. Il coiffe son bonnet de docteur en Écosse, puis s'établit à Londres où il sut s'attirer une importante clientèle.
Il a laissé plusieurs ouvrages, sur les fièvres, et un livre très curieux sur le calcul rénal et la goutte, où, pour la guérison de ces deux maux, il préconise un régime de santé par le choix de ses aliments, avec des végétaux et des jus de fruits : jus de citron, cidre, jus de pommes cuites, raves, jus de mûres, de sureau. Expériences faites avec des vins, des asperges, du persil, de la bière, du thé, du café, du chocolat, et divers légumes. Son, Traité de la petite vérole, sera vivement décrié par les partisans de la saignée, que Lobb juge abusive, voire assassine. Le traducteur de son livre, Pierre Boyer de La Prébandier, docteur en médecine de la Faculté de Montpellier, écrira sur ce sujet, en 1759, Les abus de la saignée.

## Publications
- A Sermon Preach'd at the Ordination of the Reverend Mr. John Greene, at Winburn, in Dorsetshire, July the 20th, 1708,  éd. Tookey, 1708.
- Traité des moyens de dissoudre la pierre, et de guérir cette maladie et de la goute, par le choix des alimens... Traduit de l'Anglais par M.T.A. Paris, Durand, 1744. Traduction française d'un traité qui avait paru en 1739, en anglais, et en latin. [(la) Tractatus de dissolventibus calculos ac curatione calculi et podagrae ope alimentorum]
- Traité de la petite vérole,  éd. Cavelier, 1749. Traduit de l'anglais, sur la 2e éd., par Pierre Boyer de La Prébandier (M.P.B.)[5]. vol. 1 : [lire en ligne] et vol. 2 :[lire en ligne]
- Traité pratique de la cure des fièvres,  éd. Prault père, 1757. vol. 1 : [lire en ligne] et vol. 2 : [lire en ligne]
- A practical treatise of painful distempers with some effectual methods of curing them, exemplified in a great variety of suitable histories, Londres,  éd. James Buckland, 1739.
- Letters relating to the plague, and other contagious distempers, Londres,  éd. James Buckland, 174.
- Medical principles and cautions, Londres,  éd. James Buckland, 1751.